# 黒田朝日
黒田 朝日（くろだ あさひ、2004年3月10日 - ）は、岡山県岡山市北区出身の陸上競技選手。専門は障害物競走・長距離走。岡山県立玉野光南高等学校卒業、現在は青山学院大学地球社会共生学部・地球社会共生学科に在学中。弟は黒田然。妹は黒田六花、黒田詩歌。

## 経歴

### 高校時代まで
- 岡山市立桑田中学校時代は、バスケットボール部に所属していた。
- 中学卒業後は岡山県立玉野光南高等学校へ入学し、陸上競技部に入部した。

### 大学時代
- 原晋からのスカウトにより、高校卒業後の2022年4月に青山学院大学へ入学し、青山学院大学陸上競技部・男子長距離ブロックに現在所属中。
- 当大学1年時、大学三大駅伝の出場はなかった。

- 当大学2年時、2023年10月9日の第35回出雲駅伝で2区を担当し、三大駅伝初出場を果たす。黒田は駒澤大学・佐藤圭汰と同タイムで区間賞を獲得し、6位から2位に順位を上げた。ただ、青学大は駒澤大に3分37秒の大差をつけられ4位に甘んじた[3]。
- 同年11月5日の第55回全日本大学駅伝では2区を担当。従来の区間記録を3秒更新したが、駒澤大・佐藤に8秒届かず区間賞とはならなかった（青学大は駒澤大と3分34秒差の2位）[4]。

- 2024年1月開催の第100回箱根駅伝ではエース区間の2区を担当し、9位で襷を受ける。黒田は7校を抜き去って一気に2位へ浮上させ、先頭を走る駒澤大・鈴木芽吹との差を縮め区間賞を獲得[5]。その後、3区の太田蒼生が駒澤大を逆転し首位に立つとそこから大きく差を広げ、新記録で2年ぶり6回目の往路優勝を達成[6]。翌日の復路でも2位の駒澤大を大幅に引き離して2年振り7度目の総合優勝に返り咲き、大会記録も更新した（10時間41分25秒）[7]。
- 同年5月9日の第103回関東インカレでは男子2部 10000m タイムレース2組に出場。前半から先頭付近を走り、中盤以降集団が崩れはじめると抜け出し単独走になるも、終始ペースを落とすことなく27分52秒02で3位入賞（日本人1位）。なお、この結果は近藤幸太郎が記録した従来の大学記録（28分10秒50）を更新するものであり、大学としては初の27分台となった。
- 同年10月14日の第36回出雲駅伝では3区を担当。3位で襷を受けると、区間3位の走りでトップに押し上げた。しかし、青学大は4区と5区で3位に後退。最終6区でも差は詰められず、1位・國學院大と1分差の3位に終わった[8]。
- 同年11月3日の第56回全日本大学駅伝では4区を担当。トップで襷を受けると、従来の区間記録を13秒上回る快走を見せ区間賞を獲得。2位との差を42秒広げた[9]。その後は7区まで先頭を維持したが、最終8区で國學院大と駒澤大に敗れ45秒差の3位[10][11][12]。

- 2025年1月開催の第101回箱根駅伝では2年連続でエース区間の2区を担当。1分44秒差の10位で襷を受けると、従来の区間記録を5秒上回る1時間05分44秒（区間3位）の力走で7人を抜き、首位・中央大と49秒差の3位に浮上した。なお、青学大は5区でトップに立つとそのまま逃げ切り、総合、復路新記録（往路優勝・復路2位）での連覇を飾った。

## 人物・エピソード
- 父の黒田将由は法政大学体育会陸上競技部のOBで、過去に3回箱根駅伝に出走経験がある[13]。
- 弟は陸上競技選手の黒田然で、黒田と同じく青山学院大学陸上競技部に所属。妹の黒田六花は現在仙台育英学園高等学校陸上競技部に所属。
- 2024年1月6日、TBS系列『情報7daysニュースキャスター』にVTR出演した原晋、及び妻・原美穂寮母（青山学院大学陸上競技部町田寮）によると「黒田君は誰にも迷惑掛けないような性格。でも黒田君を筆頭に速い選手が毎日辛い経験を頑張り続けていく事で、強くなると思うんですよ」と評している[14]。
- 2024年2月25日、原晋と共に日本テレビ系列『行列のできる相談所』にゲスト出演[15]。原曰く「私が箱根駅伝終了後最初にする仕事は、選手達へのファンレターの仕分け作業」と、黒田宛に多数のメッセージが届いた事を明かす。その中には原宛もあり「読んだら『黒田君のサインを頂けませんか?』って。何それ?? 私への手紙じゃ無かったのか!?」と冗談を交えて不満気に語ると、隣の黒田はただ失笑していた[16]。

## 戦績

### 大学駅伝戦績
| 学年（年度）       | 出雲駅伝                    | 全日本大学駅伝                             | 箱根駅伝                                         |
| ------------------ | --------------------------- | ------------------------------------------ | ------------------------------------------------ |
| 1年生 （2022年度） | 第34回 ― - ― 出場なし       | 第54回 ― - ― 出場なし                      | 第99回 ― - ― 出場なし                            |
| 2年生 （2023年度） | 第35回 2区-区間賞 16分08秒  | 第55回 2区-区間2位 31分09秒 （区間新記録） | 第100回 2区-区間賞 1時間06分07秒                 |
| 3年生 （2024年度） | 第36回 3区-区間3位 23分55秒 | 第56回 4区-区間賞 33分03秒 区間新記録      | 第101回 2区-区間3位 1時間05分44秒 （区間新記録） |

## 自己記録
- 1500m - 3分50秒21（2021年8月28日、第54回岡山県高等学校陸上競技選手権大会 男子 1500m タイムレース6組）
- 5000m - 13分29秒56（2024年6月2日、第314回日本体育大学長距離競技会 男子NCG 5000m 1組）
- 10000m - 27分49秒60（2024年11月23日、GMOインターネットグループpresents MARCH対抗戦2024 第4組）
- 3000mSC - 8分35秒10（2024年4月21日、第72回兵庫リレーカーニバル グランプリ男子 3000mSC 決勝）
- ハーフマラソン - 1時間01分39秒（2024年2月4日、第76回香川丸亀国際ハーフマラソン）
- マラソン - 2時間06分05秒（2025年2月24日、第13回大阪マラソン）